# カルテット (パット・メセニー・グループのアルバム)
『カルテット』（Quartet）は、1996年に発表された、パット・メセニー・グループのアルバム。グループがゲフィン・レコードに残した最後のアルバムとなる。
タイトルのようにカルテット（4人組）編成となる構成で、アコースティック性を重視している。アメリカのBillboard 200では187位に達し、『ビルボード』のジャズ・アルバム・チャートでは1位を獲得。
2006年には現在所属しているノンサッチ・レコードよりリマスター盤が発売されている。

## トラック・リスト
| #         | タイトル                                                  | 作詞      | 作曲                                   | 時間 |
| --------- | --------------------------------------------------------- | --------- | -------------------------------------- | ---- |
| 1.        | 「イントロダクション - "Introduction"」                   |           | メセニー                               | 0:57 |
| 2.        | 「ホエン・ウィ・ワー・フリー - "When We Were Free"」      |           | メセニー、メイズ                       | 5:39 |
| 3.        | 「モンテヴィデオ - "Montevideo"」                         |           | メセニー、メイズ、ロドビー、ワーティコ | 2:55 |
| 4.        | 「テイク・ミー・ゼア - "Take Me There"」                  |           | メセニー、メイズ                       | 3:39 |
| 5.        | 「セヴン・デイズ - "Seven Days"」                         |           | メセニー                               | 4:05 |
| 6.        | 「オセアニア - "Oceania"」                                |           | メイズ                                 | 3:47 |
| 7.        | 「ディスマントリング・ユートピア - "Dismantling Utopia"」 |           | メセニー、メイズ、ロドビー、ワーティコ | 6:53 |
| 8.        | 「ダブル・ブラインド - "Double Blind"」                   |           | メイズ                                 | 4:15 |
| 9.        | 「セカンド・ソート - "Second Thought"」                   |           | メセニー                               | 2:51 |
| 10.       | 「モハーヴェ - "Mojave"」                                 |           | メセニー、メイズ                       | 3:38 |
| 11.       | 「バッドランド - "Badland"」                              |           | メセニー、メイズ、ロドビー、ワーティコ | 7:31 |
| 12.       | 「グレイシャー - "Glacier"」                              |           | メイズ                                 | 1:26 |
| 13.       | 「ランゲージ・オブ・タイム - "Language of Time"」         |           | メセニー、メイズ                       | 7:33 |
| 14.       | 「サムタイムズ・アイ・シー - "Sometimes I See"」          |           | メセニー                               | 6:01 |
| 15.       | 「アズ・アイ・アム - "As I Am"」                          |           | メセニー                               | 5:05 |
| 合計時間: | 合計時間:                                                 | 合計時間: | 66:01                                  |      |

## 参加ミュージシャン
- パット・メセニー (Pat Metheny) - 12弦ギター、アコースティック・ギター、エレクトリック・ギター、スライドギター、ギターシンセサイザー、42弦ピカソ・ギター
- ライル・メイズ (Lyle Mays) - オートハープ、チェレスタ、クラヴィネット、ハルモニウム、ピアノ、エレクトリック・ピアノ
- スティーヴ・ロドビー (Steve Rodby) - コントラバス、ピッコロ・ベース
- ポール・ワーティコ (Paul Wertico) - ドラムス、パーカション